# Noruega Setentrional
A Noruega Setentrional ou Norte da Noruega (em norueguês bokmål: Nord-Norge; norueguês nynorsk: Nord-Noreg) é uma região geográfica da Noruega, constituída pelos três condados mais setentrionais, os condados de Nordland e Troms og Finnmark, que correspondem a 35% do território da Noruega continental. Algumas das maiores cidades dessa região são Mo i Rana, Bodø, Narvik, Harstad, Tromsø e Alta. O Norte da Noruega é frequentemente descrito como a terra do sol da meia-noite e a terra das luzes do norte. Mais ao norte, em direção ao Polo Norte, está o arquipélago ártico de Svalbard, tradicionalmente não considerado parte do Norte da Noruega.
A região é multi-cultural, abrigando não apenas os noruegueses, mas também o povo indígena sámi, finlandeses-noruegueses (conhecidos como Kvens, distintos dos "finlandeses da floresta" do sul da Noruega) e populações russas (principalmente em Kirkenes). A língua norueguesa domina na maior parte da área; os falantes de sami são encontrados principalmente no interior e em algumas áreas dos fiordes de Nordland, Troms e particularmente Finnmark. O finlandês é falado em apenas algumas comunidades no leste de Finnmark.

## Cidades
Classificado pela população na própria cidade (não no município) a partir de 1º de janeiro de 2008:
- Tromsø
- Bodø

Cidades com menos de 30 mil habitantes:
- Harstad
- Mo i Rana
- Narvik
- Alta
- Mosjøen
- Hammerfest
- Fauske

- Sandnessjøen
- Vadsø

Cidades com menos de 5 mil habitantes:
- Sortland
- Brønnøysund
- Svolvær
- Finnsnes
- Kirkenes
- Stokmarknes
- Honningsvåg
- Leknes
- Vardø

Existem assentamentos maiores do que Vardø que não estão incluídos na lista, pois os dados não foram concedidos ou aplicados para alguns municípios.

## Clima

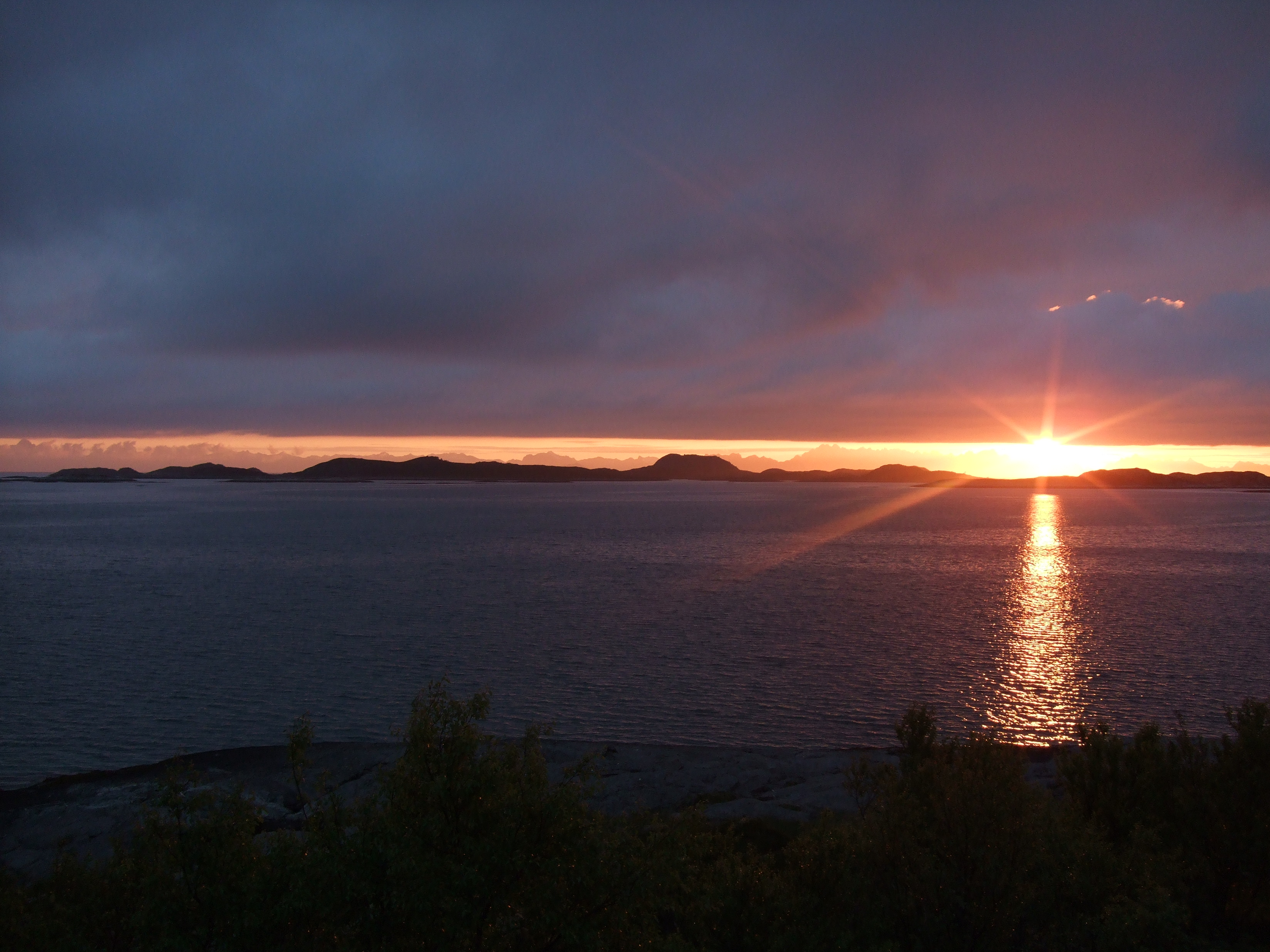
Sol da meia-noite visto de Steigen.

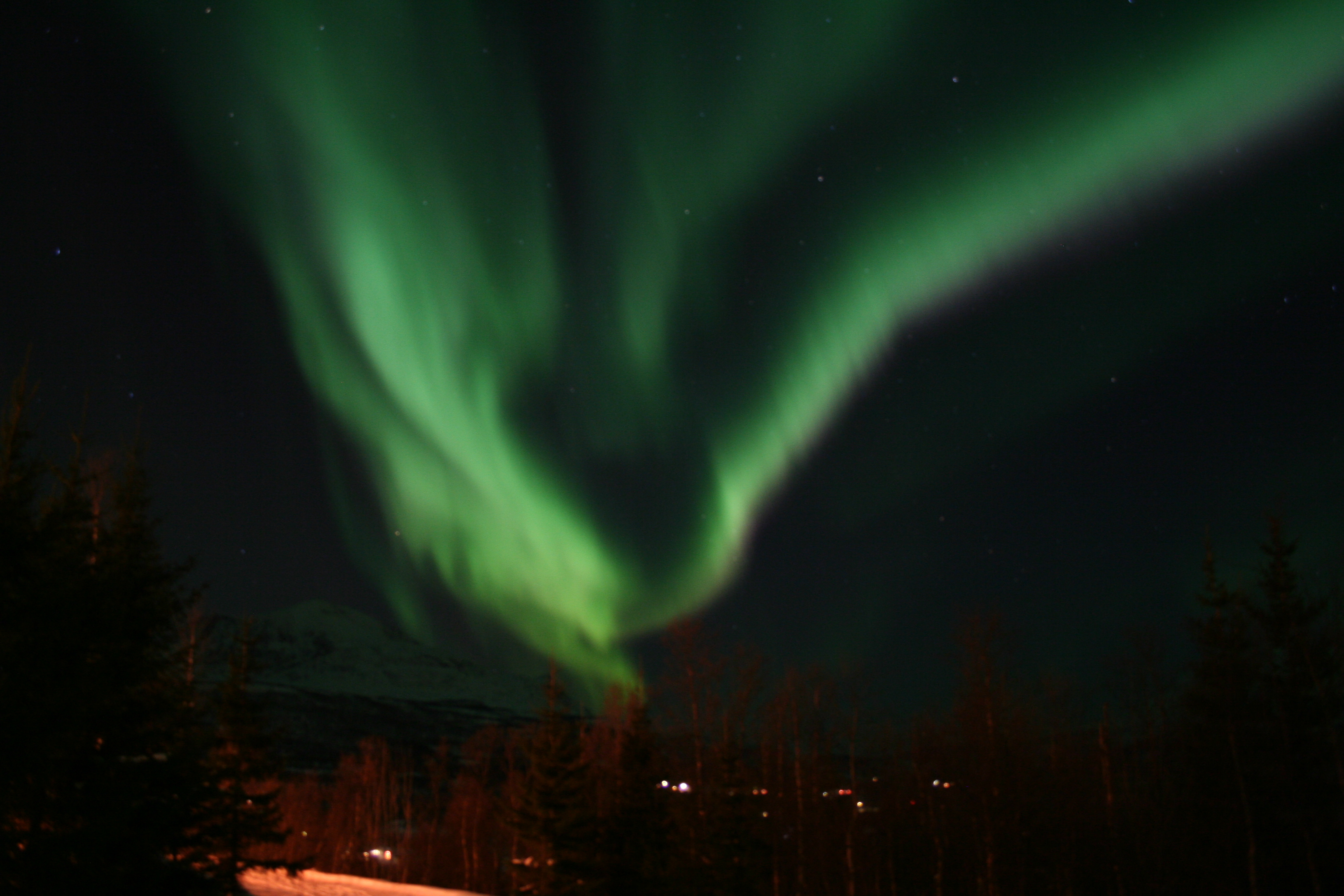
Aurora Boreal vista de Salangen.

Existem grandes diferenças climáticas do sudoeste para o nordeste da região. Finnmarksvidda no interior de Finnmark e alguns vales no interior de Troms, experimentam um clima mais continental com muito menos precipitação e invernos muito mais frios em comparação com os da longa região costeira.

### Luz
Existem variações extremas na luz do dia entre o inverno e o verão. Em Nordkapp, o sol da meia-noite pode ser visto de 11 de maio a 31 de julho, e o sol não se eleva acima do horizonte de 19 de novembro a 22 de janeiro. Para Tromsø, as datas são de 17 de maio a 25 de julho e de 26 de novembro a 15 de janeiro, respectivamente. E para Bodø de 30 de maio a 12 de julho (nenhuma noite polar acontece em Bodø). O período mais escuro do inverno não é totalmente escuro no continente; o crepúsculo ocorre por volta das três horas e por volta do meio-dia em Tromsø. Em Helgeland não ocorre o verdadeiro sol da meia-noite, mas a parte superior do disco solar nunca desce abaixo do horizonte tão ao sul como Mosjøen em junho. Fevereiro é um período de transição quando o sol retorna rapidamente, e março e abril frequentemente parecem uma explosão de luz com longas horas de luz do dia e cobertura de neve na maioria das áreas, exceto na faixa costeira de Nordland. A Aurora Boreal pode ser vista em toda a área desde o outono até meados de abril, após isso os dias se tornam muito claros para se observar a Aurora.